# Алекса Янкович (політик)
Алекса Янкович (серб. Алекса Јанковић, 1806, Тімішоара — Белград, 22 червня 1869) — сербський політик і юрист. Був прем'єр-міністром Князівства Сербія (1855—1856), міністром юстиції, освіти та міністром закордонних справ. У 1859 році покинув посаду з приходом до влади Обреновичів.

## Ранні роки
Алекса Янкович народився в 1806 році в Тімішоарі в родині бідного абата. Початкову школу та середню школу закінчив у Тімішоарі. За рекомендацією однієї з доньок князя Милоша — дворянки Савки Николич переїхав 1834 року у Крагуєваць, де працював спочатку писарем у окружному суді, а потім у канцелярії князя Милоша Обреновича. Через кілька років він звільнився і на заощаджені гроші поїхав вчитися в Пряшів, де закінчив юридичні студії. 1838 року в Пешті склав адвокатський іспит і у 1839 році повернувся до Сербії, де відкрив адвокатську контору.

## Співпраця з Томом Вучичем
Він знову був прийнятий на державну службу, секретарем міської адміністрації Белграда, а потім секретарем канцелярії герцога. Він відправився з князем Михайлом Обреновичем у 1840 році під час своєї подорожі до Константинополя. Після повернення з Константинополя він залишив державну службу і перейшов на бік Томи Вучича. У 1842 році був із Тома Вучичем, коли той йшов через Панчево і Смедерево, щоб захопити гармати в Крагуєваці і взяти під контроль армію. Під час повстання Вучича він писав прокламації до народу та дипломатичні ноти іноземним урядам від імені Вучича. В результаті повстання князь Михайло покинув Сербію, і владу взяли уставобранителі, які привели на престол князя Олександра Карагеоргієвича.

## У новій владі
Алекса Янкович став директором канцелярії князя, а в Державній Раді він проводив засідання Ради від імені Томи Вучича. Коли влітку 1843 року під російським тиском Томі Вучича і Аврааму Петроневичу довелося покинути Белград, Янкович взяв на себе обов'язки і до листопада 1843 року очолював Міністерство закордонних справ, а потім повернувся на колишню посаду. Під час відсутності князя він замість цього керував державними справами, а в січні 1847 року він був призначений міністром юстиції та освіти.
Під час революційного 1848 року як австрофіл він підтримував австрійські реакційні кола. У 1848 році Алекса Янкович відстежив один лист між князем Милошем і Томою Вучичем, тому разом з Стеваном Кничанином і Лазарем Зубаном назвав Вучича зрадником. Тома Вучич тоді на початку червня 1848 року попросив князя Олександра змістити їх, але коли князь не змінив їх, він поставив проблему їх зміщення перед Петровською скупщиною. Там Вучич вміло переорієнтував невдоволення народу конституціоналістами на «німців», тобто на сербів з Габсбурзької монархії на високих посадах. В результаті Янковичу довелося подати у відставку з посади міністра.
Після 1849 року він став одним з найнадійніших людей князя. Він був членом Державної ради з 1850 року. Коли Авраам Петронієвич у жовтні 1851 року поїхав до Константинополя, Янкович став виконуючим обов'язки прем'єр-міністра та Міністра закордонних справ. Він залишався на цій посаді до березня 1852 року. Як австрофіл разом з Стеваном Кничанином у липні 1852 року зустрівся в Петроварадині з австрійським імператором Францом Йосифом І, підготувавши зближення Сербії з Австрією і зустріч царя і князя.

## Прем'єр-міністр
У грудні 1854 року увійшов до уряду на посаді міністра юстиції та освіти. За твердженням австрійського посла, він увійшов до уряду як австрофіл за попередньою домовленістю між князем і Віднем. Після цього він повернувся на посаду директора канцелярії герцога. Перед Кримською війною сербський уряд направив його до Відня для переговорів з російським послом про території, які могла б отримати Сербія в разі перемоги Росії. Мова йшла про Боснію, Герцеговину та Стару Сербію. Протягом 1855 року Алекса Янкович намагався залучити Тому Вучича до уряду, тому він на короткий час помирив Тому Вучича з князем. Алекса Янкович в грудні 1855 року став княжим представником, тобто Прем'єр-міністром і міністром закордонних справ. Як австрофіл, Янкович об'єднався з русофілами Вучича. Цей уряд зустрів опір. Французькому консулу уряд Янковича здавався надто австрофільським, а князю не подобалася присутність родини Вучича, тому уряд проіснував лише близько півроку.

## Подальше життя
Після зміни уряду залишився членом Державної ради. Він був одним із небагатьох, на кого міг розраховувати князь після змови Теньки. Під час Святоандріївської скупщини він підтримав принца Олександра Карагеоргієвича і виступав за використання армії для утримання його трону. . Після зміни династій у 1858/1859 роках повернувся до Сербії, де Обреновичі звільнили свого противника Алексу Янковича зі служби, навіть не давши йому пенсії.
З приходом до влади князя Михайла Обреновича почався період примирення, і він отримав пенсію. Після цього він жив у Панчево та Белграді, усамітнено. Помер у Белграді 22 червня (10 червня) 1869 року і похований біля Палілульської церкви.